# Санђери (Јаши)
Санђери (рум. Sângeri) насеље је у Румунији у округу Јаши у општини Гропница. Oпштина се налази на надморској висини од 130 m.

## Становништво
Према подацима из 2002. године у насељу је живело 436 становника, од којих су сви румунске националности.